# Каєтан Мюльман
Каєтан Мюльман (нім. Kajetan (Kaj) Mühlmann; 26 червня 1898—2 серпня 1958) — австрійський мистецтвознавець, націонал-соціаліст, член СС.
Один з головних грабіжників творів мистецтва на користь нацистської Німеччини; брав участь у пограбуваннях в Австрії, Польщі та Нідерландах.

## Життєпис
Народився 26 червня 1898 року в Уттендорфі, Австрія. Його батько помер, а мати вийшла заміж за двоюрідного брата батька: в сім'ї було восьмеро дітей, шестеро з яких вижили.
Каєтан виріс на сімейній фермі і відвідував школу в Зальцбурзі. По досягненні 17-річного віку, він був призваний на військову службу в Австро-Угорську армію і взяв участь у Першій світовій війні. Мюльман кілька разів був нагороджений, 1918 року — важко поранений і переніс інфекцію легенів, яка вплинула на його здоров'я на все життя. В цей же час він вступив до соціалістичної партії і залишався її членом протягом декількох років.
Від 1922 року вивчав живопис, а потім історію мистецтв в університетах Інсбрука та Відня. 1926 року захистив докторську дисертацію у Віденському університеті на тему фонтанів у стилі бароко й водного мистецтва в Зальцбурзі. Від 1926 року брав участь в організації Зальцбурзького фестивалю, відповідаючи за рекламу. Працював під керівництвом Макса Райнгардта — шефа і засновника фестивалю. Під час цієї роботи Каєтан познайомився з художником-графіком Леопольдиною Войтек (Leopoldine Wojtek, 1903—1978), з якою одружився 1932 року. 1941 року вони розлучилися і Мюльман одружився з Гільдою Циґлер (Hilda Ziegler), з якою у нього було троє дітей. Під час роботи в Зальцбурзі Каєтан Мюльман став відомою особистістю; тут він познайомився з Германом Герінгом і Артуром Зейсс-Інквартом.
Після аншлюсу Австрії в березні 1938 року Зейсс-Інкварт призначив його статс-секретарем у Федеральній канцелярії, а потім у Міністерстві внутрішніх справ і культури, а також — представником державної політики в галузі мистецтва. Мюльман став членом СС і отримав звання капітана, 1942 року підвищений до оберфюрера. Вже як глава III відділу в Reichsstatthalter, він відіграв головну роль у конфіскації майна віденських євреїв ще до аншлюсу.

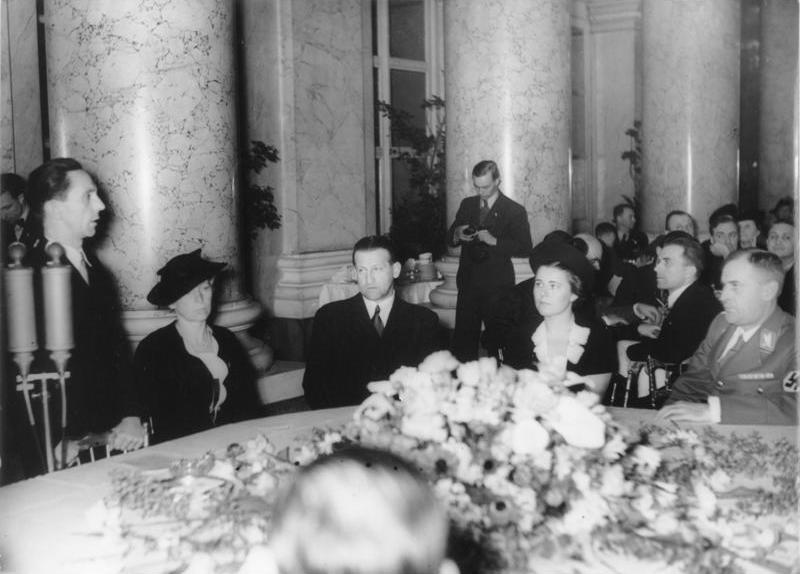
Зустріч віденських працівників мистецтва в Гофбурзі з Йозефом Геббельсом: Каєтан Мюльман сидить між Гертрудою Зейсс-Інкварт і Паулою Весселі, 1938 рік

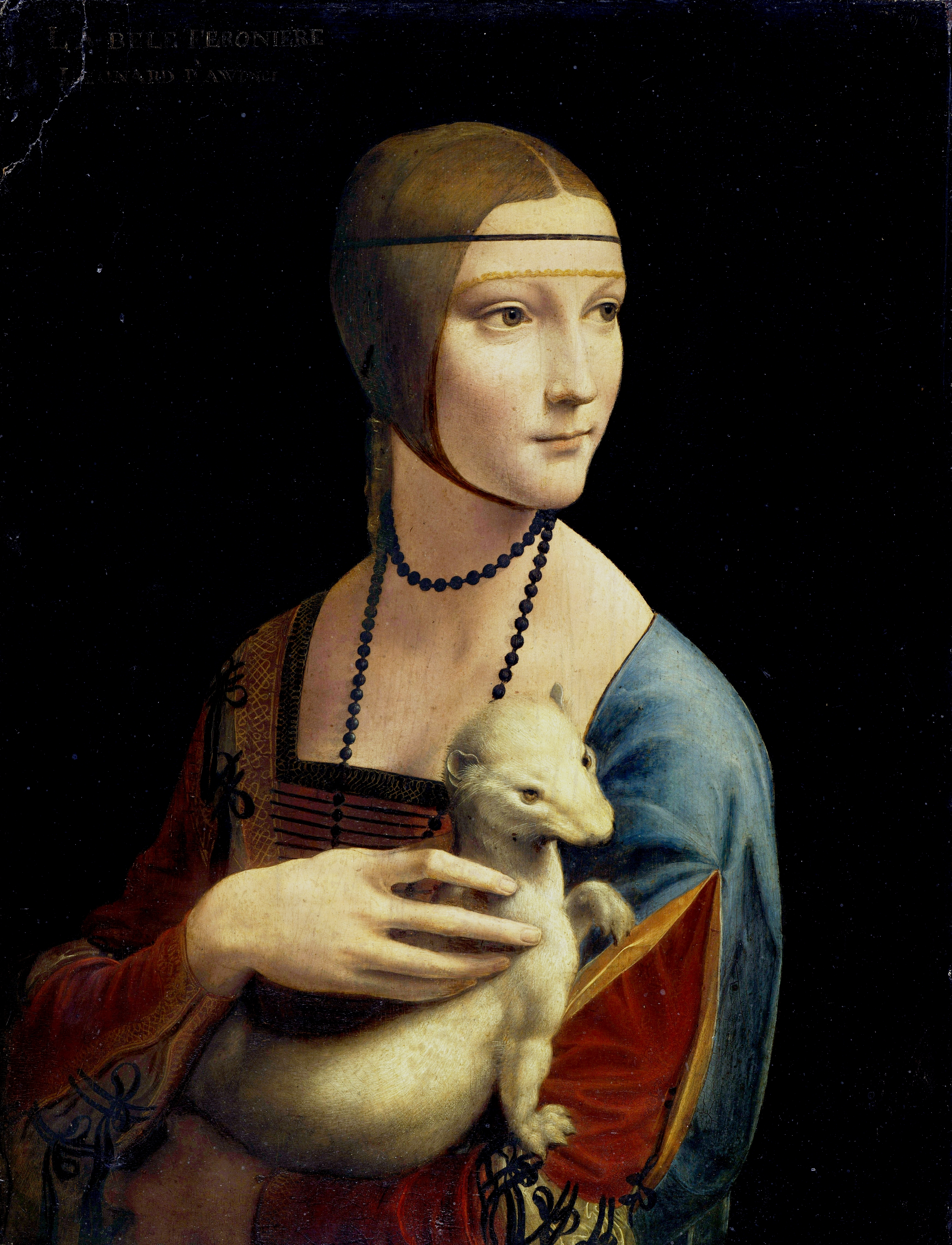
Картина Леонардо да Вінчі, що пройшла через руки Каєтана Мюльмана

Після вторгнення Німеччини в Польщу Зейсс-Інкварт став заступником генерал-губернатора Польщі, і Герман Герінг запропонував Мюльману в Генеральному уряді посаду спеціального представника з охорони художніх цінностей на колишніх польських територіях — його місія полягала в тому, щоб «охороняти» (що означало грабувати) твори мистецтва. В Генеральному уряді Мюльманн керував штатом з дев'яти фахівців з мистецтва, що мають вчені ступені, і двома групами військових. Їх метою була систематизація предметів мистецтва в Польщі, їх інвентаризація і відбір найбільш важливих творів на користь Третього рейху. Награбовані твори мистецтва ділилися на три класи залежно від того, кому вони повинні були належати в Німеччині. З посади в Польщі Каєтана Мюльманна звільнив губернатор Гансом Франком 1 жовтня 1943 року з причини невдоволення з боку керівників Третього рейху «розподілом» награбованих художніх скарбів. До цього моменту він разом з Зейсс-Інквартом встиг попрацювати в Нідерландах, де 1940 року й заснував у Гаазі підприємство Dienststelle Mühlmann. В завдання його компанії входило: підготовка списку наявних творів мистецтва, оцінка конфіскованих творів мистецтва і переправлення їх до Німеччини, а також придбання значних творів мистецтва на відкритому ринку.
В кінці 1944 року офіс компанії Мюльмана переїхав до Відня. Був заарештований в Альпах у Зевальхен-ам-Аттерзе 13 червня 1945 року військовослужбовцями армії США та інтернований. Його допитали про діяльність у галузі художнього грабіжництва, результати були записані у звіті Vlug-Report. Проте судового процесу союзників проти нього не було. Пізніше Мюльманн виступав на Нюрнберзькому процесі проти головних військових злочинців Третього рейху, зокрема проти своїх колишніх начальників — Артура Зейсс-Інкварта і Ганса Франка, засуджених до смертної кари через повішення. 1947 року Мюльман був свідком також на суді над колишнім міністром закордонних справ Австрії Гвідо Шмідтом, якого виправдали за звинуваченням у державній зраді. Цього ж року його повернули у Мюнхен під варту американського військового уряду в Баварії: тут займався ревізією творів мистецтва та антикваріату. В лютому 1948 року Каєтан Мюльман захворів і був доставлений у лікарню, з якої йому вдалося втекти. Відтоді жив у Альпах на озері Штарнбергер-Зеє за 30 км від Мюнхена й торгував предметами мистецтва. Незважаючи на спроби Польщі та Австрії видати його, він залишився в Німеччині.
1958 року Мюльмана прооперували в Мюнхені з приводу раку шлунка, де й помер 2 серпня 1958 року. Вдова Мюльмана змогла повернути його тіло в Зальцбург для поховання на кладовищі Maxglaner Friedhof. Його зведений брат — Йозеф Мюльманн, який допомагав з крадіжкою творів мистецтва в часи націонал-соціалізму, теж похований 1972 року на цьому кладовищі.